# Pavé (oreficeria)
Nell'ambito orafo il pavé è un tipo di incastonatura fatta incastonando le gemme molto vicine (taglio a taglio).

## Descrizione
Questo sistema crea un tappeto di pietre con una sola luce (riflesso). Il termine "pavé" viene preso dalla sopra citata terminologia della pavimentazione stradale; in un certo senso l'orafo incastonatore riempie il gioiello seguendo un ordine molto simile alla regola dell'artigiano sampietrino.